# غضروف تیروئید
غضروف تیروئید (به انگلیسی: Thyroid cartilage) بزرگ‌ترین غضروف از میان نه غضروفی است که دستگاه حنجره‌ای را می‌سازند. کلمه «تیروئید» از یک کلمه یونانی به معنی «سپرمانند» مشتق شده‌است.
غضروف تیروئید شامل دو تیغه شفاف است که در خط وسط گردن، یک برآمدگی قابل لمس بنام سیب آدم را ایجاد می‌کنند. این غضروف توسط پرده‌ای به استخوان لامی وصل می‌شود. سیب آدم در مردان به دلیل زاویه کمتر بین تیغه‌ها، برجسته‌تر از زنان است. در نتیجه، طناب‌های صوتی نیز در آنها طویل‌تر بوده و صدا بم‌تر می‌شود. کناره‌های آن در سطح فوقانی دو شاخ دارد که توسط پرده سپری‌لامی (تیروهیوئید) به استخوان لامی و در سطح تحتانی هم دو شاخ دارد که به غضروف انگشتری در پایین اتصال دارد.
غضروف تیروئید از دو صفحه مستطیلی تشکیل شده است که این دو صفحه در مردان با زاویه حدود ۷۵ تا ۹۰درجه به هم می‌چسبند و در زنان با زاویه ۹۰ تا ۱۱۰. به همین دلیل این زاویه که به آن «برجستگی حنجره‌ای» گفته می‌شود در مردان بارزتر است. دو سوم تحتانی این دو صفحه در خط وسط به هم می‌چسبند و سیب آدم را تشکیل می‌دهند. اما یک سوم فوقانی از هم جدا هستند و یک فرورفتگی “V”شکل ایجاد می‌کند. در مردان طناب‌های صوتی حقیقی در وسط این فاصله بین فرورفتگی و لبه تحتانی غضروف سپری هستند و در زنان در یک سوم این فاصله قرار می‌گیرند.

## کارکرد
غضروف تیروئید حجم دیوار جلویی حنجره را تشکیل می‌دهد و از پرده‌های صوتی که بلافاصله در پشت آن قرار دارند، محافظت می‌کند. این غضروف همچنین چند ماهیچه حنجره‌ای را به هم پیوند می‌دهد. معمولاً بخشی از غده تیروئید بر روی این غضروف قرار می‌گیرد.

## نگارخانه

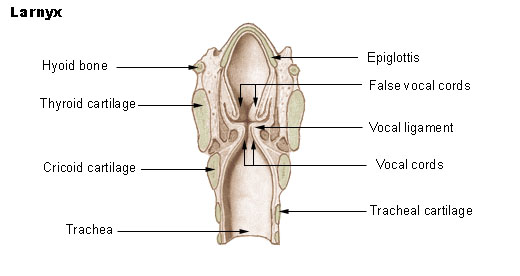
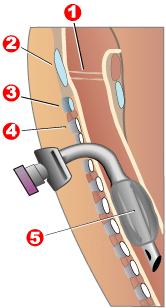
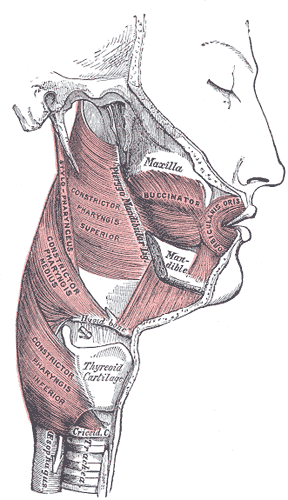
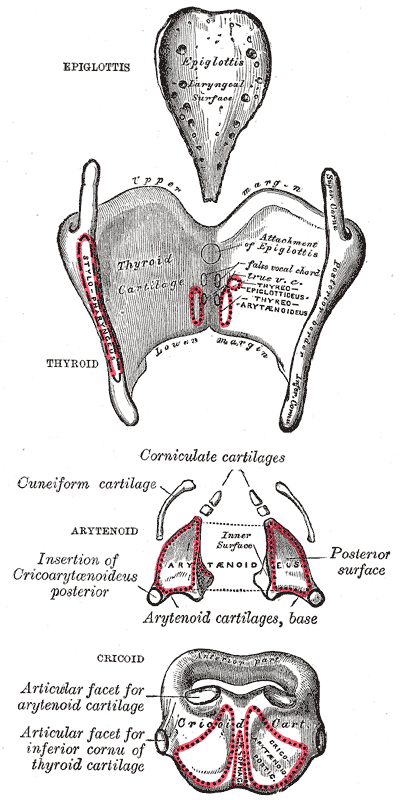
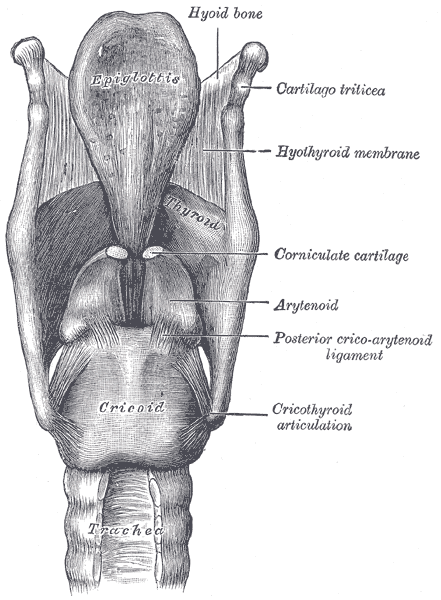
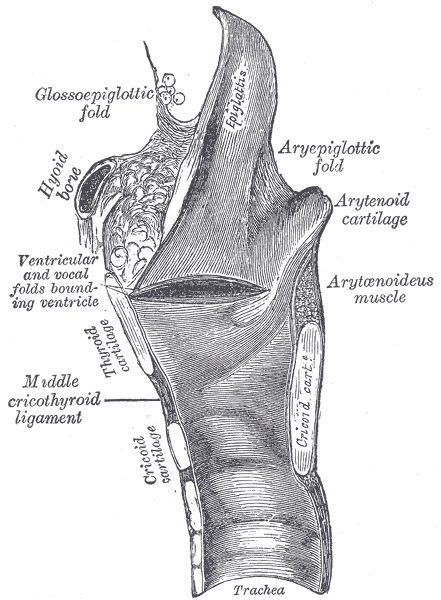
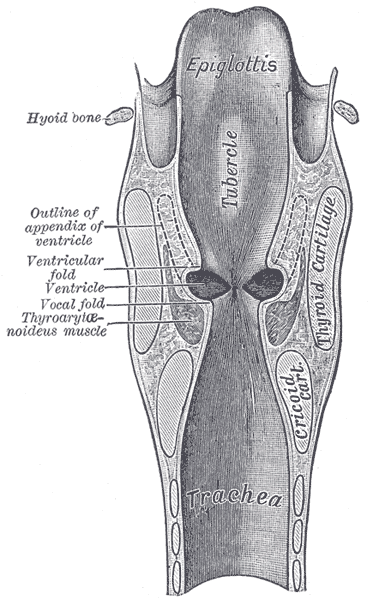
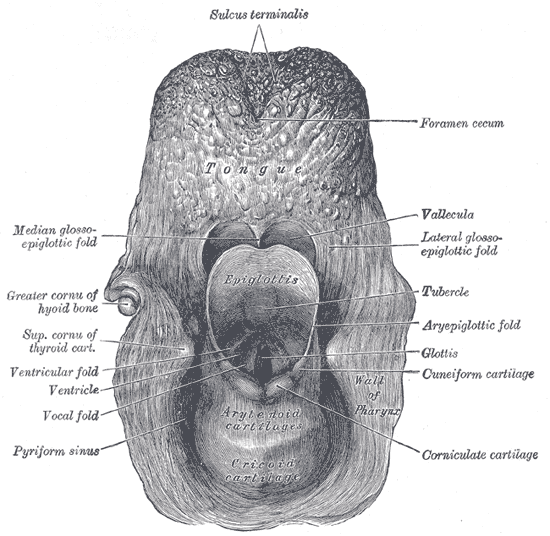
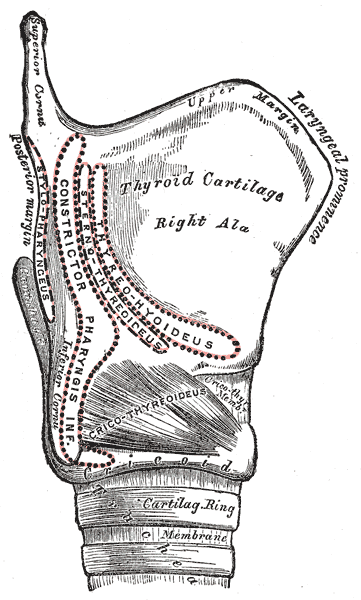
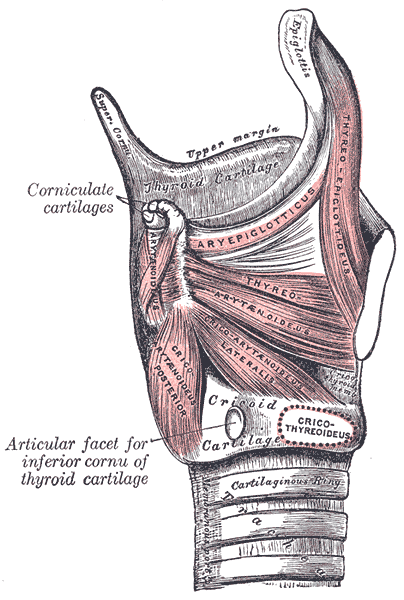
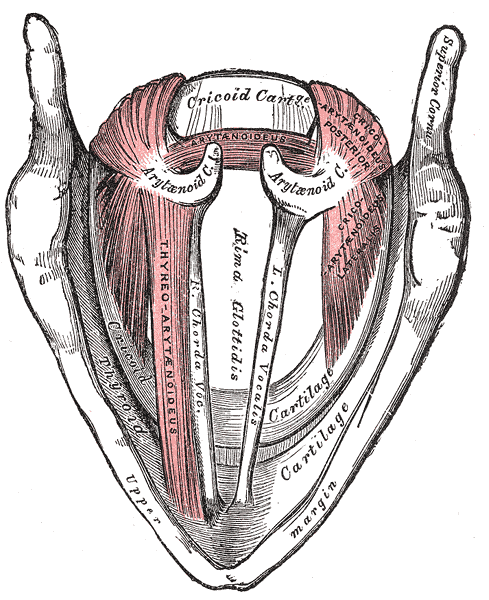
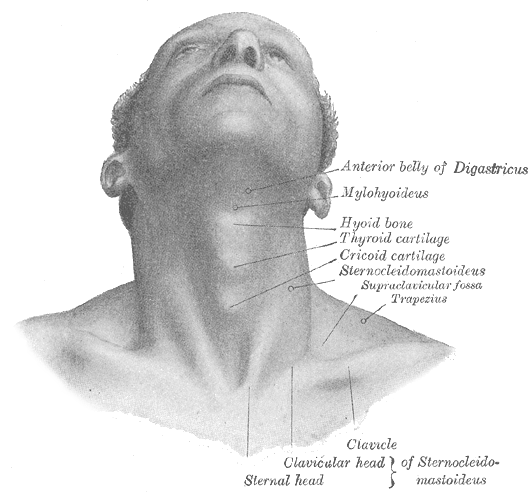
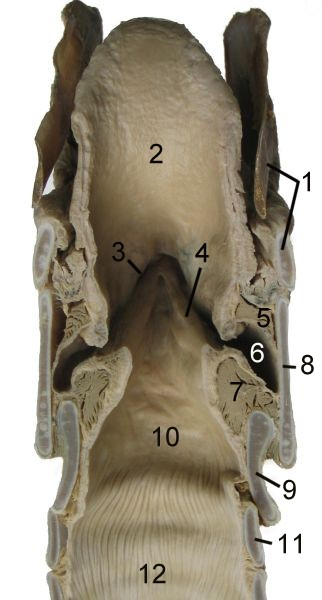
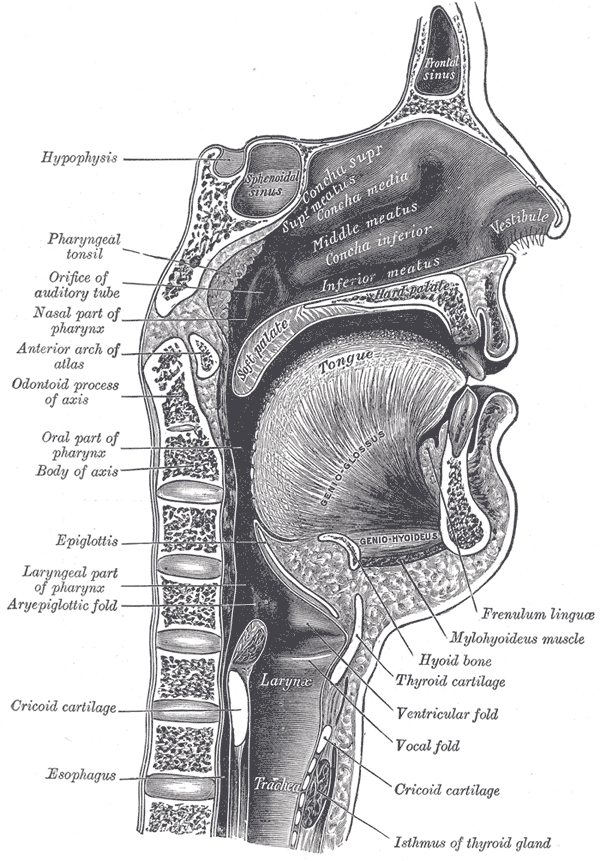
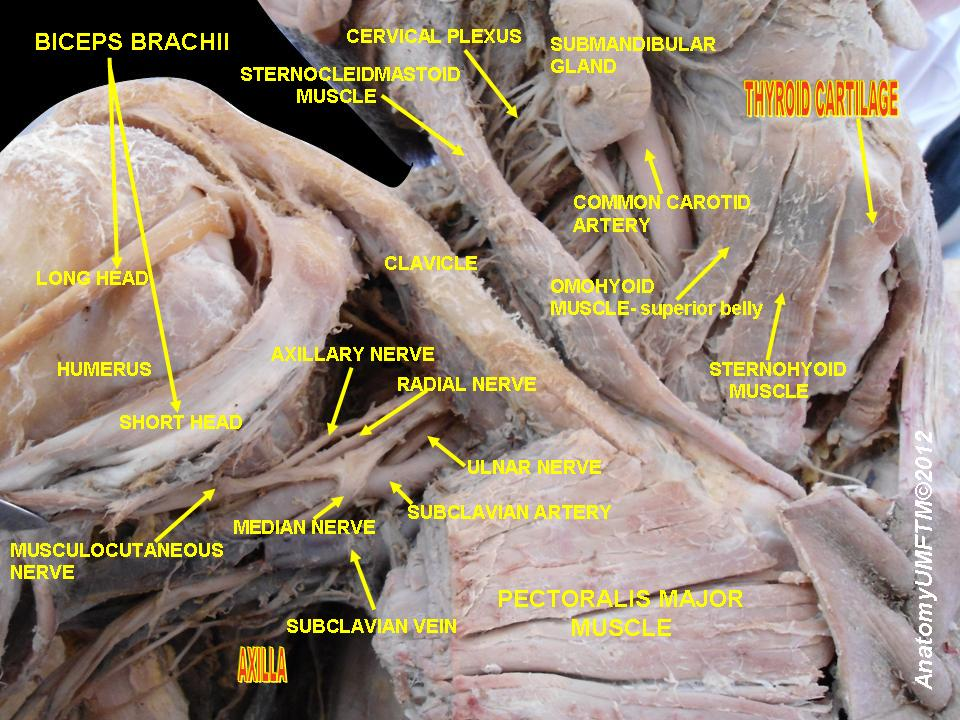
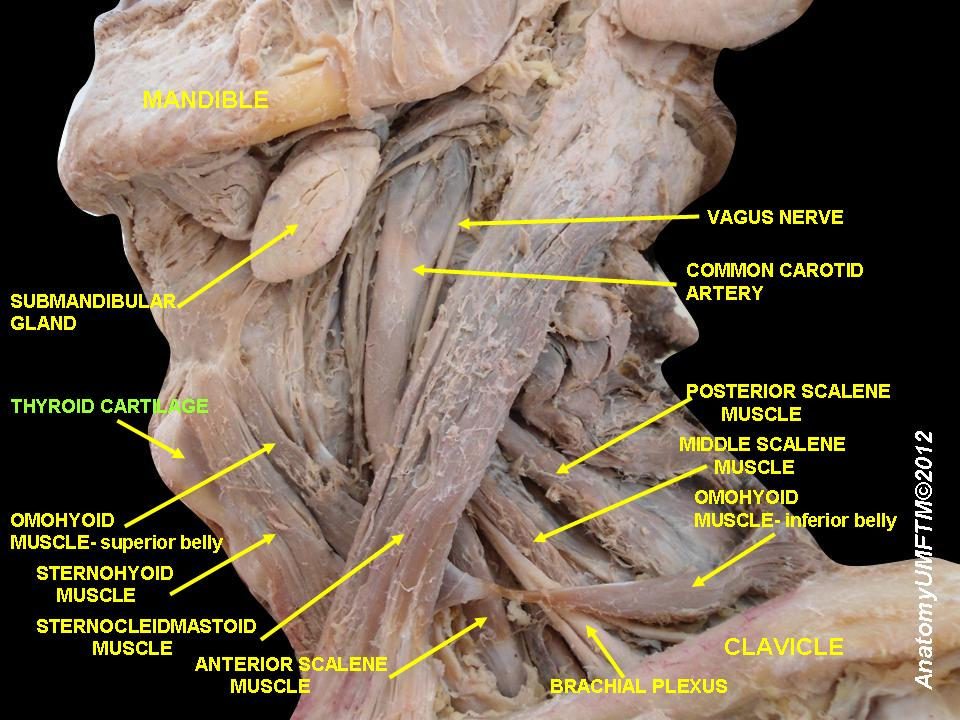
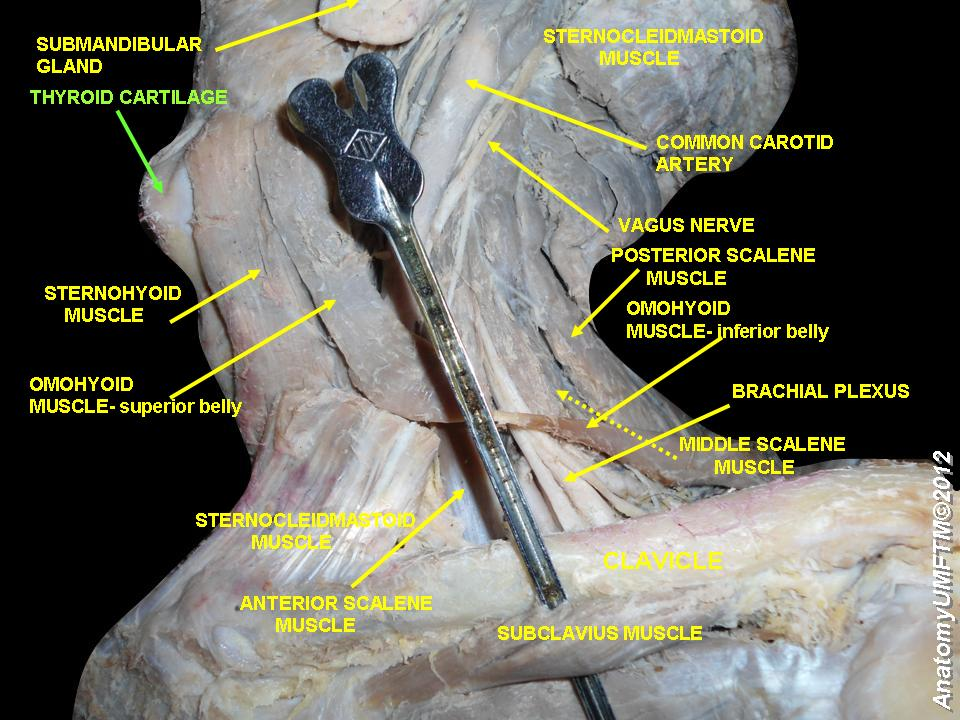
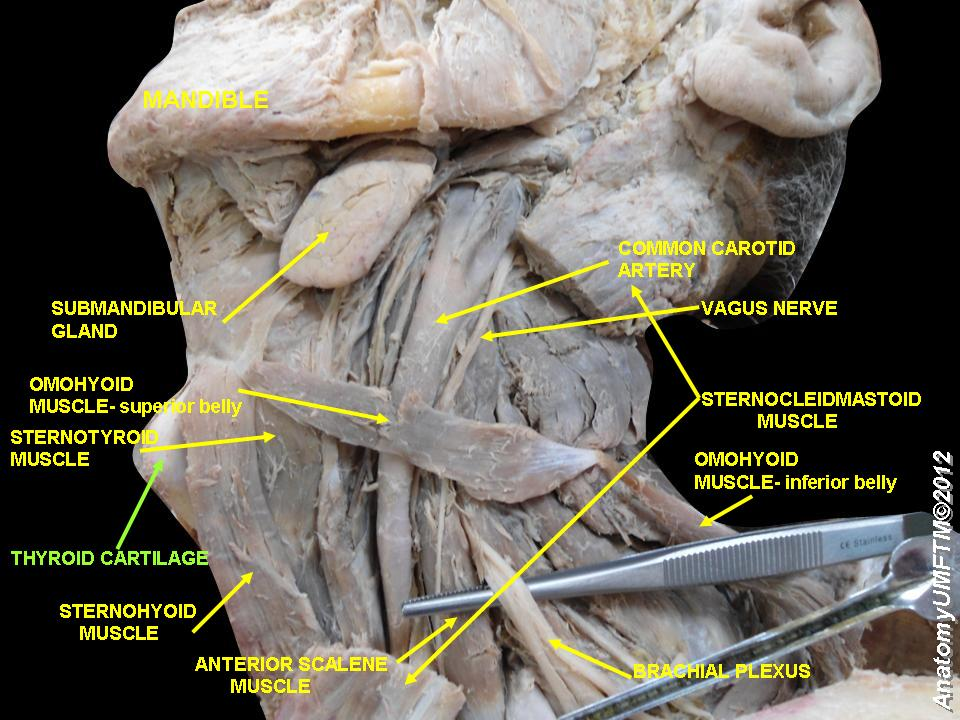
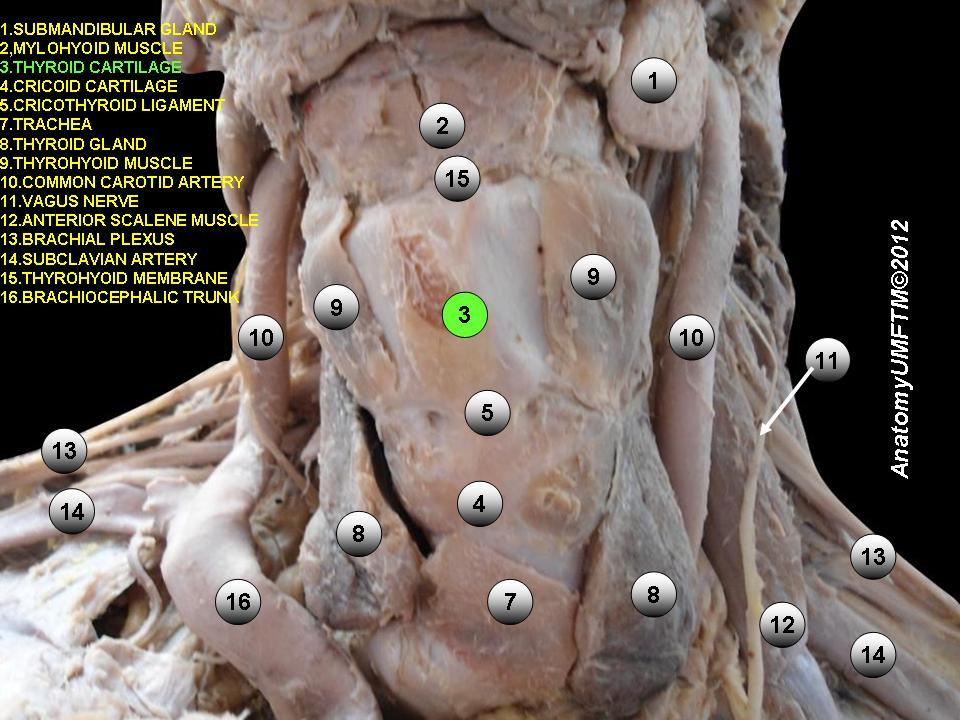
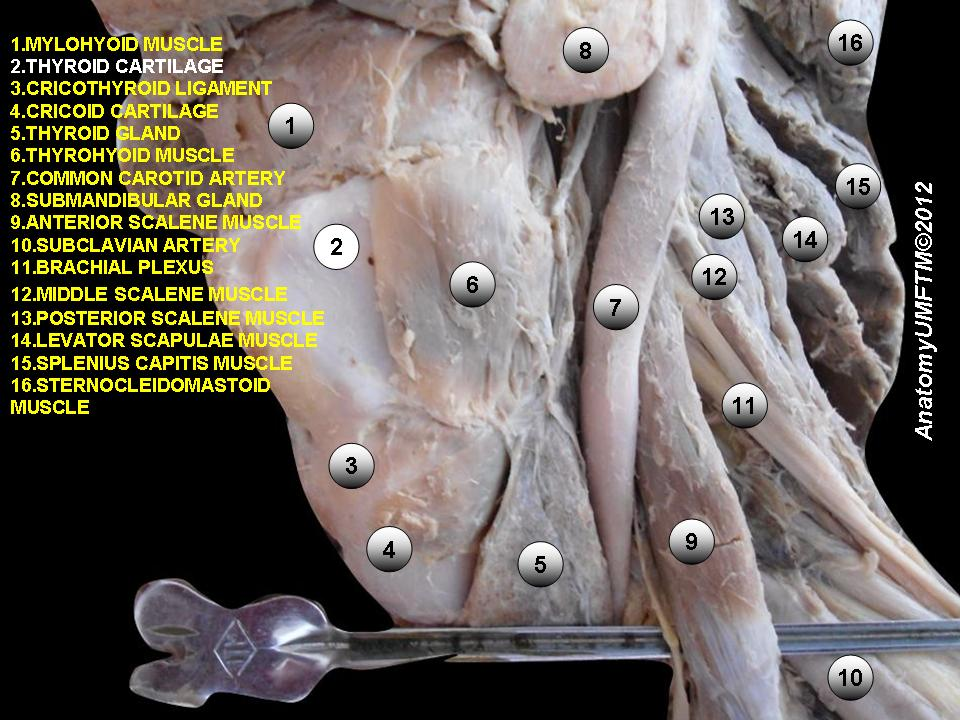
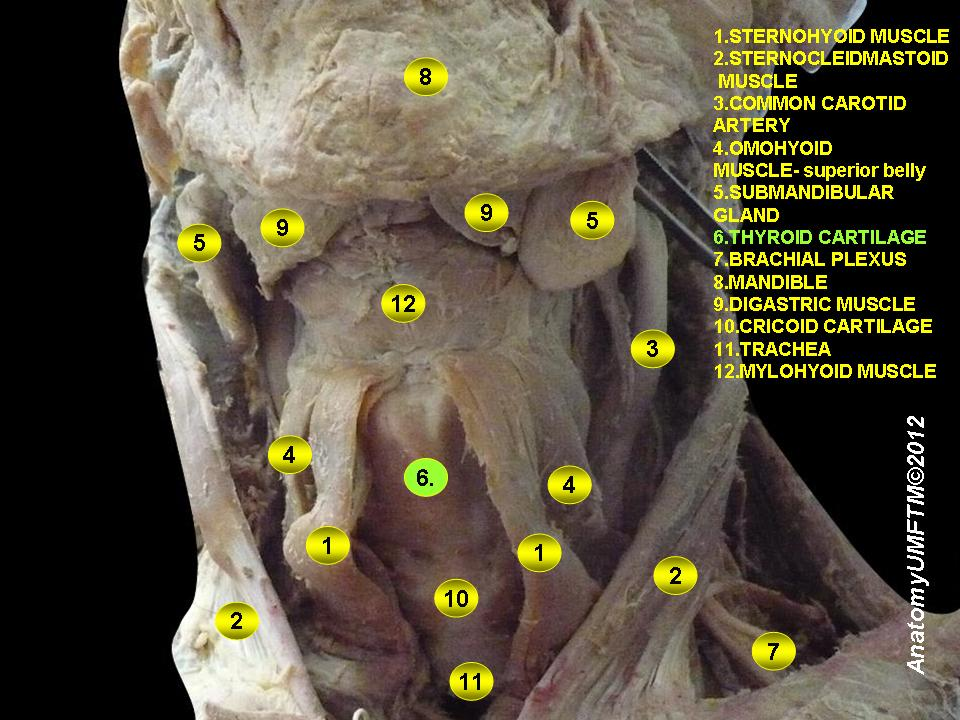
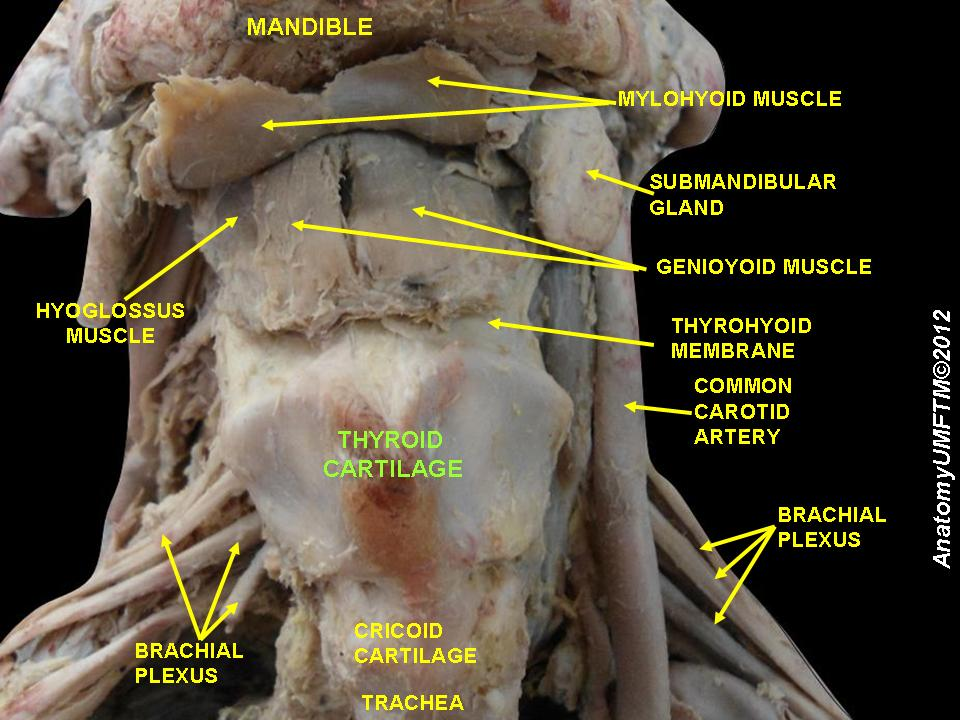
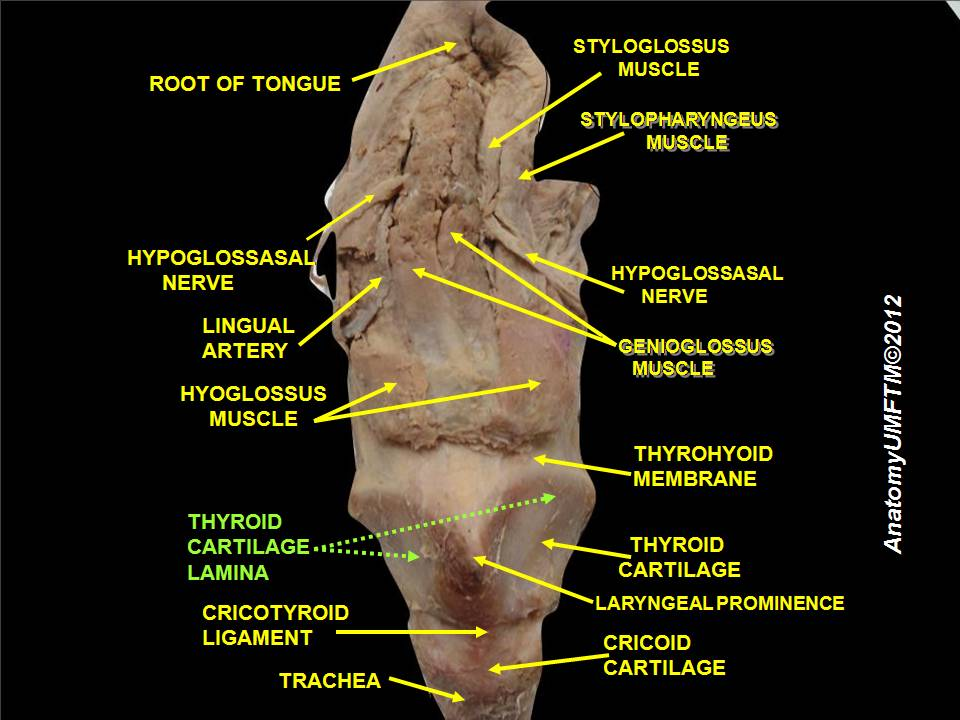
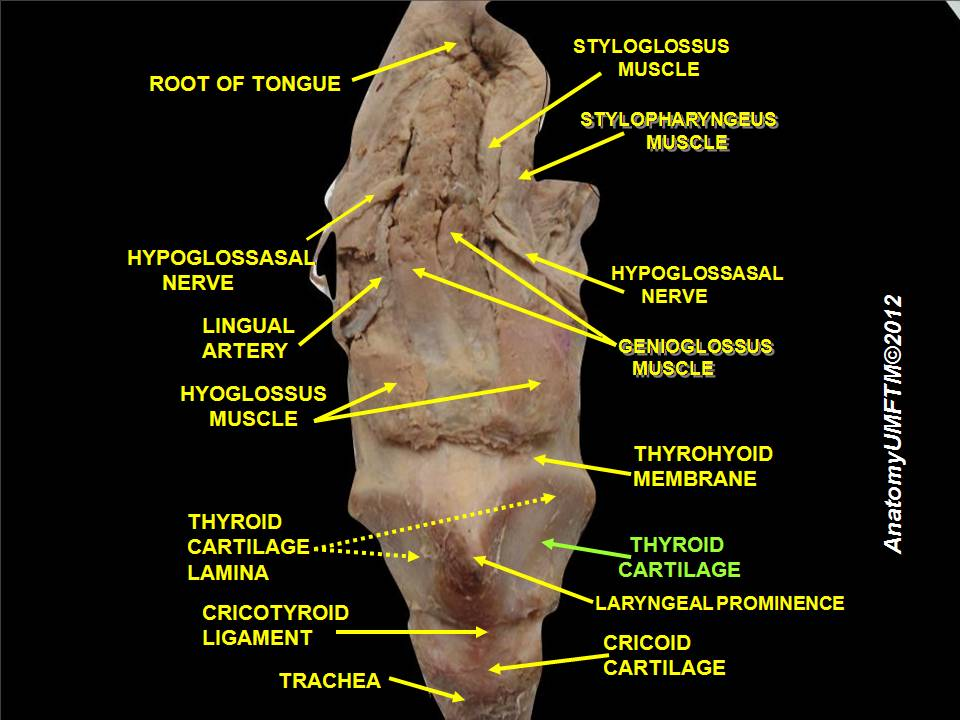
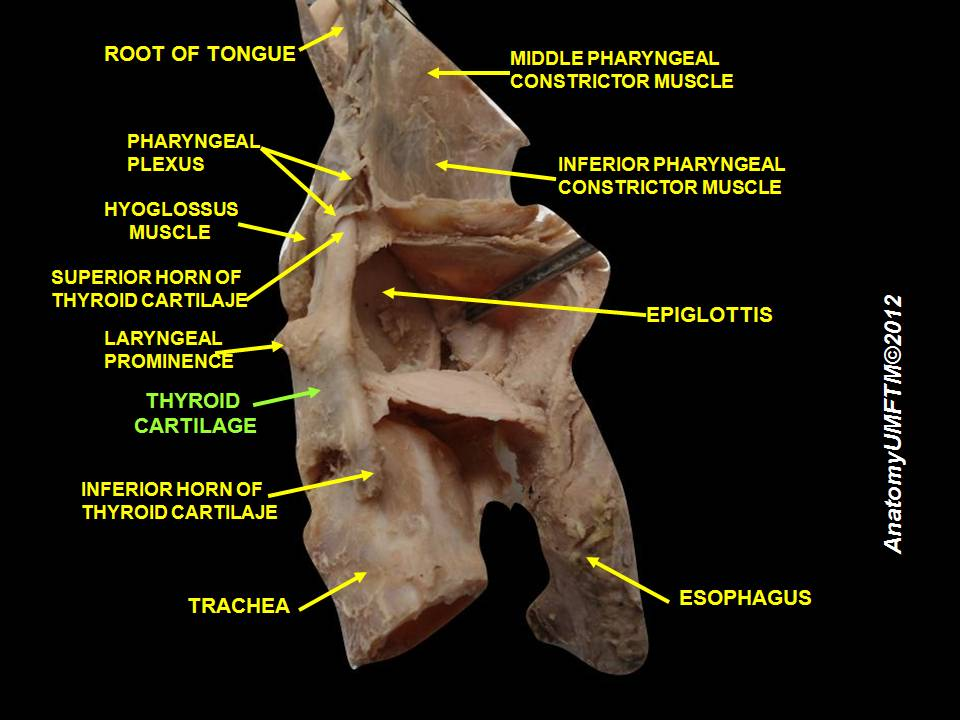
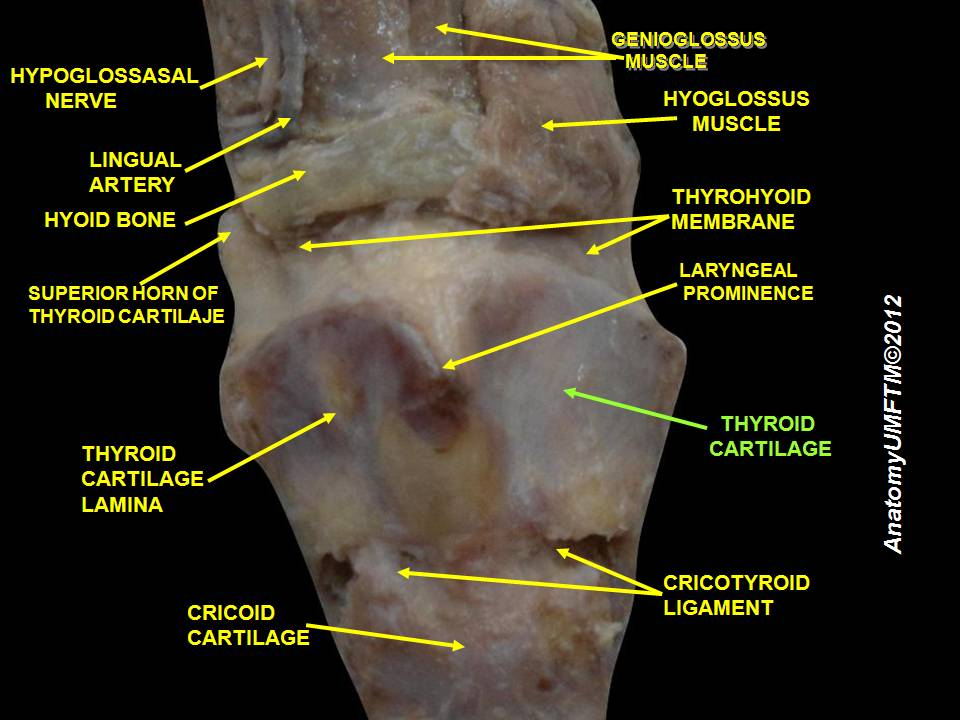
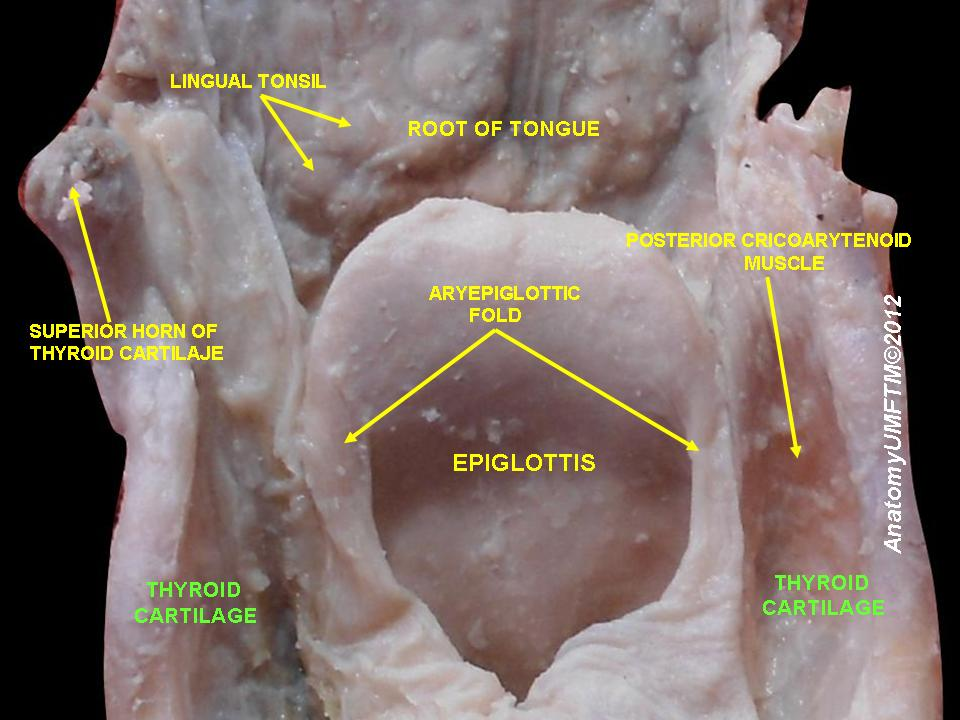
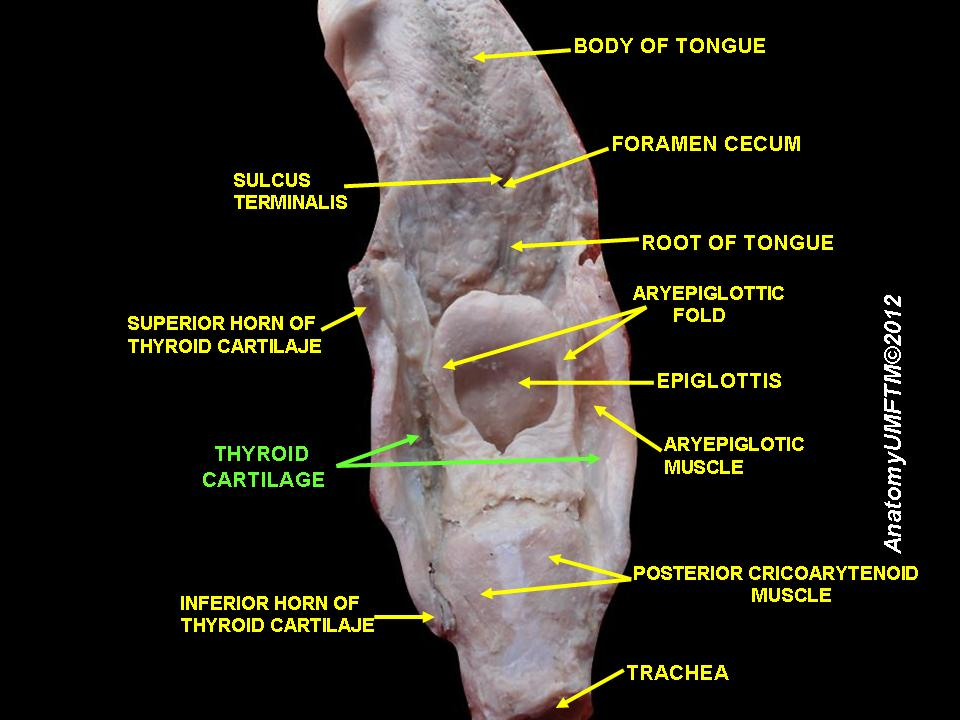
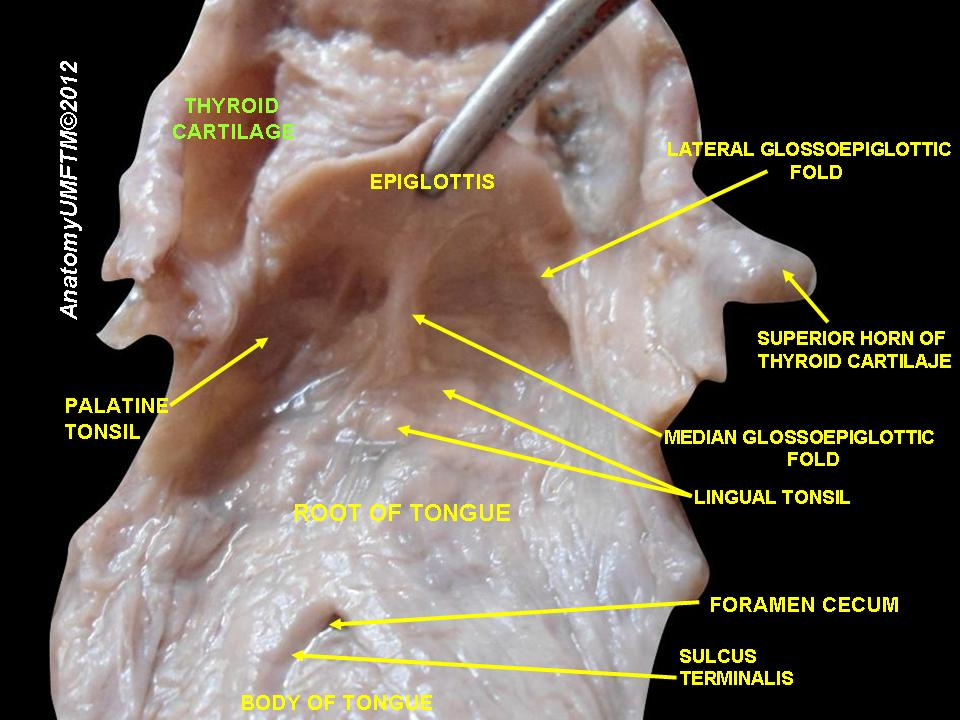
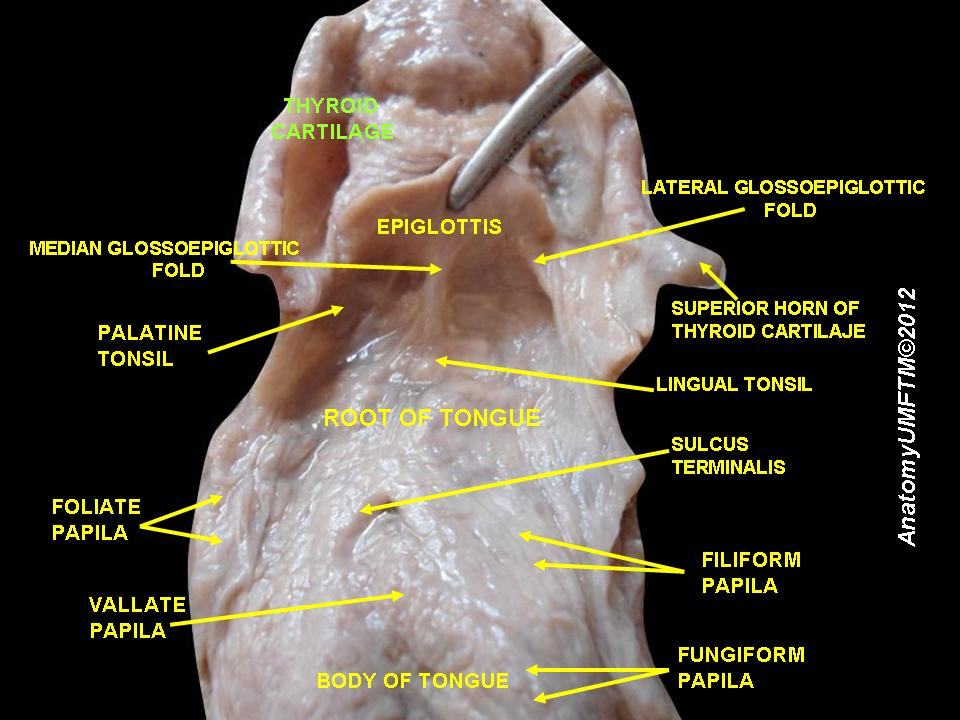
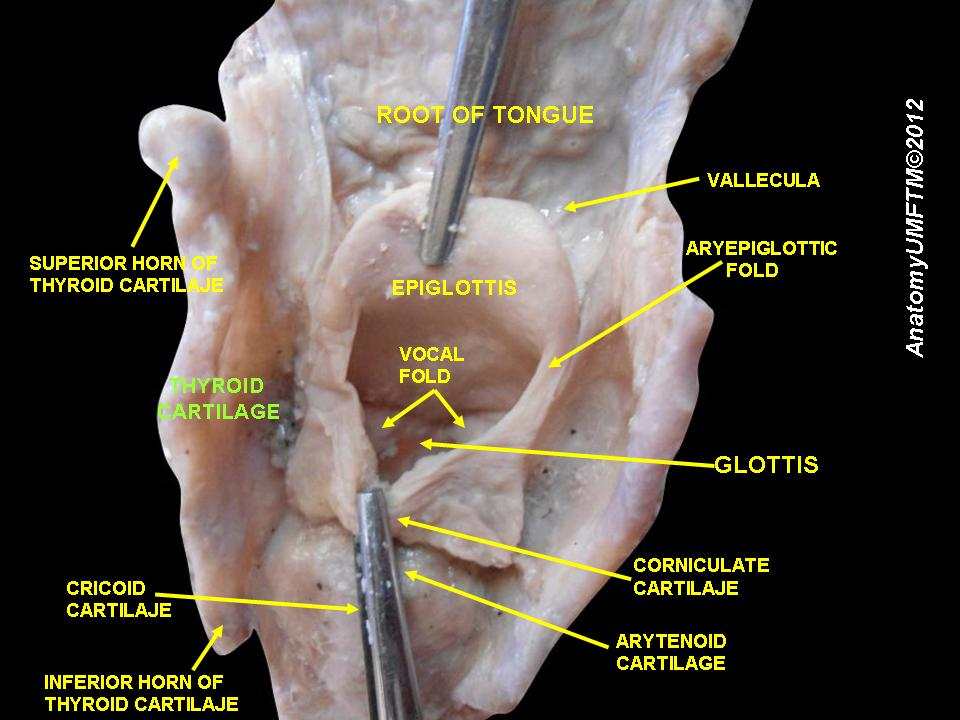
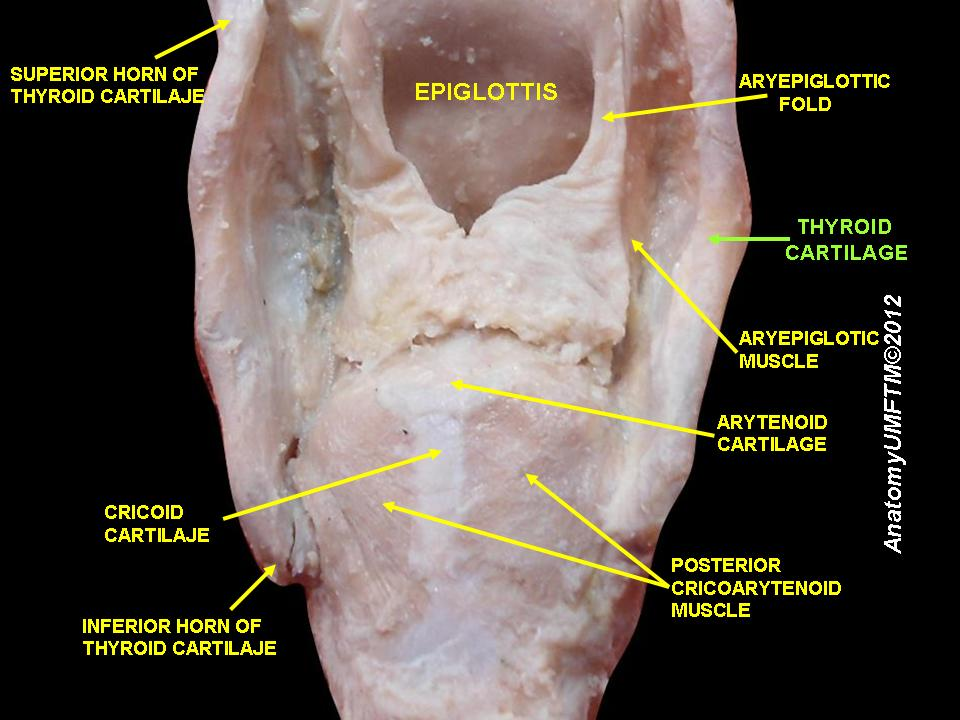